# Таша Ді Вашконселуш
Таша ді Вашконселуш (англ. Tasha de Vasconcelos; *15 серпня 1966, Бейра (Мозамбік)) — канадська фотомодель і акторка португало-англійського походження.

## Біографія
Народилася 15 серпня 1966 року в місті Бейра (Мозамбік). Через заворушення в Африці її сім'я переїхала до Канади, де Таша вивчала міжнародні відносини в Університеті Британської Колумбії. У 1998 році закінчила «Центр дипломатичних і стратегічних досліджень» в Парижі.
Модельну кар'єру почала в Канаді, коли її помітив нью-йоркський фотограф Стівен Майзель, організував її перші зйомки для обкладинки журналу «Vogue». Пізніше знімалася для обкладинок журналу «ELLE» та інших. Працює з брендом «Nivea».
Вивчала акторську майстерність в театральній школі «Курей Флоран» і «Центральній школі мови і драми» в Парижі.
У 1998 року дебютувала в кіно. Найбільш відома роллю графині Олександри у фільмі «Агент Джонні Інгліш».
У 2006 році  брала участь у церемонії закриття XXVIII Московського кінофестивалю.
Поряд з Джуді Денч і Джилліан Андерсон зіграла в постановці «Зачарований вечір» в Королівському театрі Лондона на гала-концерті на музику Річарда Роджерса в допомогу асоціації боротьби з нейрофіброматозом.
Працює в дитячому фонді Нельсона Мандели в Південній Африці, амбасадоркою доброї волі ЮНІСЕФ (UNICEF) в Болівії та Алжирі, і з ЮНЕЙДС (UNAIDS) в Мозамбіку спеціальною борчинею за права дітей.

## Особисте життя
З 2009 року дружить зі співаком Браяном Феррі, з яким познайомилася на 150-річному ювілеї «Червоного хреста».